# Supporters' Shield
Supporters' Shield är en utmärkelse som sedan 1999 varje år tilldelas den bästa klubben under grundserien i den nordamerikanska professionella fotbollsligan Major League Soccer (MLS).
Utmärkelsen delas ut av Supporters' Shield Foundation, som är en sammanslutning av olika supportergrupper, men erkänns av MLS som en betydelsefull utmärkelse. Den klubb som vinner Supporters' Shield får en direktplats till nästföljande års gruppspel i Concacaf Champions League. Detta gäller dock bara om klubben är från USA. För klubbar från Kanada gäller kanadensiska cupturneringen Canadian Championship som kvalificering för Champions League.
Flest Supporters' Shields har DC United och Los Angeles Galaxy med fyra vardera.
Ett motsatt pris kallat "Wooden Spoon", som tilldelas klubben som var sämst under grundserien, skapades 2015.

## Historia
Under den första säsongen av MLS 1996 fanns ingen utmärkelse till klubben som tog flest poäng under grundserien, förutom en fördelaktig seedning i slutspelet. Tampa Bay Mutiny var bäst under grundserien den säsongen, men åkte ut i slutspelet. En Mutiny-supporter vid namn Nick Lawrus föreslog under 1997 att ett pris till grundseriens bästa klubb skulle skapas och finansieras av supportrarna. Han föreslog vidare att det skulle kallas "Supporters' Scudetto" (scudetto betyder "liten sköld" på italienska). En kommitté bildades med en representant från varje klubbs supportrar samt Lawrus själv för att gå vidare i arbetet med utmärkelsen. Kommittén leddes av Sam Pierron. Man kom överens om att namnet på priset skulle vara "Supporters' Shield", men därefter blev man oense och arbetet avstannade.
I början av 1998 väcktes idén till liv igen av Pierron och man fick in donationer, bland annat från Phil Schoen som var kommentator på ESPN. I samband med MLS Cup 1998 anordnades på initiativ av Michael Breton ett möte bland supportrarna kallat "Supporters' Summit", där Pierron presenterade idén för ligaledningen. Doug Logan, dåvarande kommissarie (commissioner) i MLS, bidrog personligen med en donation och tillsammans med andra donationer fanns det tillräckligt med pengar för att betala för en specialdesignad pokal. Pierron gav uppdraget till en student vid University of Kansas och pokalen blev klar i tid att i början av 1999 års säsong tilldelas Los Angeles Galaxy, som hade vunnit grundserien 1998. Vinnarna 1996 och 1997 fick sina namn ingraverade i pokalen redan från början. Därefter lämnades pokalen över till de nya vinnarna vid varje års Supporters' Summit. Problem uppstod dock efter 2001, då Miami Fusions supportrar höll pokalen som "gisslan" i protest mot att deras klubb skulle läggas ned, men den återställdes i tid så att den kunde delas ut efter 2002 års säsong. 2001 var också första gången som vinnaren av Supporters' Shield fick avgöras av klubbarnas poäng per match i stället för deras poäng, eftersom alla klubbar inte spelade lika många matcher då grundserien abrupt avslutades efter 11 september-attackerna.
Fram till 2006 belönades inte vinnaren av Supporters' Shield med något annat än äran och själva pokalen. Från och med det året fick dock vinnaren av Supporters' Shield, om klubben var från USA, en plats i nästföljande års Concacaf Champions' Cup. När den turneringen gjordes om till Concacaf Champions League med början säsongen 2008/09 fick vinnaren av Supporters' Shield, återigen om klubben var från USA, direkt en plats i gruppspelet.
2010 togs initiativ till att skapa en ny pokal som skulle ersätta den gamla och under de följande två åren fortsatte planerna att ta form och man bildade också stiftelsen Supporters' Shield Foundation för att finansiera den nya pokalen. I början av 2013 var den färdig och den skickades på turné till alla de 19 dåvarande klubbarnas supportergrupper. New York Red Bulls blev den nya pokalens första mottagare.
Priset blev föremål för kontrovers under 2020 års säsong, då Supporters' Shield Foundation först beslutade att inget pris skulle delas ut på grund av effekterna av covid-19-pandemin på MLS i form av ett ojämnt spelschema och tomma läktare. Efter mycket kritik ändrades beslutet efter bara några dagar och priset delades ut även 2020 trots allt. Precis som 2001 spelade inte alla klubbar lika många matcher, så vinnaren av Supporters' Shield fick precis som då avgöras av vilken klubb som tog flest poäng per match.

## Vinnare

### Kronologiskt
| Säsong | Vinnare                    | S  | V  | VS | O  | FS | F  | GM | IM | MS  | P  | PPM  | PPM2 | Källa  |
| ------ | -------------------------- | -- | -- | -- | -- | -- | -- | -- | -- | --- | -- | ---- | ---- | ------ |
| 1996   | Tampa Bay Mutiny (1)       | 32 | 19 | 1  | –  | 3  | 9  | 66 | 51 | +15 | 58 | 1,81 | 1,91 | [ 10 ] |
| 1997   | DC United (1)              | 32 | 17 | 4  | –  | 4  | 7  | 70 | 53 | +17 | 55 | 1,72 | 1,84 | [ 11 ] |
| 1998   | Los Angeles Galaxy (1)     | 32 | 22 | 2  | –  | 2  | 6  | 85 | 44 | +41 | 68 | 2,12 | 2,19 | [ 12 ] |
| 1999   | DC United (2)              | 32 | 17 | 6  | –  | 3  | 6  | 65 | 43 | +22 | 57 | 1,78 | 1,87 | [ 13 ] |
| 2000   | Kansas City Wizards (1)    | 32 | 16 | –  | 9  | –  | 7  | 47 | 29 | +18 | 57 | 1,78 | 1,78 | [ 14 ] |
| 2001   | Miami Fusion (1)           | 26 | 16 | –  | 5  | –  | 5  | 57 | 36 | +21 | 53 | 2,04 | 2,04 | [ 15 ] |
| 2002   | Los Angeles Galaxy (2)     | 28 | 16 | –  | 3  | –  | 9  | 44 | 33 | +11 | 51 | 1,82 | 1,82 | [ 16 ] |
| 2003   | Chicago Fire (1)           | 30 | 15 | –  | 8  | –  | 7  | 53 | 43 | +10 | 53 | 1,77 | 1,77 | [ 17 ] |
| 2004   | Columbus Crew (1)          | 30 | 12 | –  | 13 | –  | 5  | 40 | 32 | +8  | 49 | 1,63 | 1,63 | [ 18 ] |
| 2005   | San Jose Earthquakes (1)   | 32 | 18 | –  | 10 | –  | 4  | 53 | 31 | +22 | 64 | 2,00 | 2,00 | [ 19 ] |
| 2006   | DC United (3)              | 32 | 15 | –  | 10 | –  | 7  | 52 | 38 | +14 | 55 | 1,72 | 1,72 | [ 20 ] |
| 2007   | DC United (4)              | 30 | 16 | –  | 7  | –  | 7  | 56 | 34 | +22 | 55 | 1,83 | 1,83 | [ 21 ] |
| 2008   | Columbus Crew (2)          | 30 | 17 | –  | 6  | –  | 7  | 50 | 36 | +14 | 57 | 1,90 | 1,90 | [ 22 ] |
| 2009   | Columbus Crew (3)          | 30 | 13 | –  | 10 | –  | 7  | 41 | 31 | +10 | 49 | 1,63 | 1,63 | [ 23 ] |
| 2010   | Los Angeles Galaxy (3)     | 30 | 18 | –  | 5  | –  | 7  | 44 | 26 | +18 | 59 | 1,97 | 1,97 | [ 24 ] |
| 2011   | Los Angeles Galaxy (4)     | 34 | 19 | –  | 10 | –  | 5  | 48 | 28 | +20 | 67 | 1,97 | 1,97 | [ 25 ] |
| 2012   | San Jose Earthquakes (2)   | 34 | 19 | –  | 9  | –  | 6  | 72 | 43 | +29 | 66 | 1,94 | 1,94 | [ 26 ] |
| 2013   | New York Red Bulls (1)     | 34 | 17 | –  | 8  | –  | 9  | 58 | 41 | +17 | 59 | 1,74 | 1,74 | [ 27 ] |
| 2014   | Seattle Sounders (1)       | 34 | 20 | –  | 4  | –  | 10 | 65 | 50 | +15 | 64 | 1,88 | 1,88 | [ 28 ] |
| 2015   | New York Red Bulls (2)     | 34 | 18 | –  | 6  | –  | 10 | 62 | 43 | +19 | 60 | 1,76 | 1,76 | [ 29 ] |
| 2016   | Dallas (1)                 | 34 | 17 | –  | 9  | –  | 8  | 50 | 40 | +10 | 60 | 1,76 | 1,76 | [ 30 ] |
| 2017   | Toronto (1)                | 34 | 20 | –  | 9  | –  | 5  | 74 | 37 | +37 | 69 | 2,03 | 2,03 | [ 31 ] |
| 2018   | New York Red Bulls (3)     | 34 | 22 | –  | 5  | –  | 7  | 62 | 33 | +29 | 71 | 2,09 | 2,09 | [ 32 ] |
| 2019   | Los Angeles FC (1)         | 34 | 21 | –  | 9  | –  | 4  | 85 | 37 | +48 | 72 | 2,12 | 2,12 | [ 33 ] |
| 2020   | Philadelphia Union (1)     | 23 | 14 | –  | 5  | –  | 4  | 44 | 20 | +24 | 47 | 2,04 | 2,04 | [ 34 ] |
| 2021   | New England Revolution (1) | 34 | 22 | –  | 7  | –  | 5  | 65 | 41 | +24 | 73 | 2,15 | 2,15 | [ 35 ] |

1. ↑  Under säsongerna 1996–1999 gick oavgjorda matcher till straffsparksläggning där den vinnande klubben tillerkändes en poäng. I denna kolumn har poängen omräknats för dessa säsonger så att alla matcher som slutade oavgjort efter 90 minuter gav en poäng till vardera klubben.

### Per klubb
I tabellen nedan anges endast klubbarnas nuvarande namn för de klubbar som existerar i dag. Upplösta klubbar står i kursiv stil.
| Nr | Klubb                  | Antal | År                     |
| -- | ---------------------- | ----- | ---------------------- |
| 1  | DC United              | 4     | 1997, 1999, 2006, 2007 |
| 1  | Los Angeles Galaxy     | 4     | 1998, 2002, 2010, 2011 |
| 3  | Columbus Crew          | 3     | 2004, 2008, 2009       |
| 3  | New York Red Bulls     | 3     | 2013, 2015, 2018       |
| 5  | San Jose Earthquakes   | 2     | 2005, 2012             |
| 6  | Chicago Fire           | 1     | 2003                   |
| 6  | Dallas                 | 1     | 2016                   |
| 6  | Los Angeles FC         | 1     | 2019                   |
| 6  | Miami Fusion           | 1     | 2001                   |
| 6  | New England Revolution | 1     | 2021                   |
| 6  | Philadelphia Union     | 1     | 2020                   |
| 6  | Seattle Sounders       | 1     | 2014                   |
| 6  | Sporting Kansas City   | 1     | 2000                   |
| 6  | Tampa Bay Mutiny       | 1     | 1996                   |
| 6  | Toronto                | 1     | 2017                   |